# Everything Comes and Goes
Everything Comes and Goes è un EP della cantante statunitense Michelle Branch, pubblicato nel 2010.

## Tracce
1. Ready to Let You Go – 2:53
2. Sooner or Later – 3:07
3. I Want Tears – 3:33
4. Crazy Ride – 3:45
5. Summertime – 4:12
6. Everything Comes and Goes – 3:18